# Frank Toledo
Pour les articles homonymes, voir Toledo.
Frank Toledo est un boxeur américain né le 12 avril 1970 à Newark, New Jersey.

## Carrière
Passé professionnel en 1989, il devient champion du monde des poids plumes IBF le 6 avril 2001 après sa victoire aux points contre Mbulelo Botile. Toledo perd son titre dès le combat suivant face à Manuel Medina le 16 novembre 2001. Il met un terme à sa carrière en 2004 sur un bilan de 43 victoires, 7 défaites et 1 match nul.